# Tetrafluorberylnatany
Tetrafluorberylnatany jsou soli obsahující tetrafluorberylnatanový anion BeF 2−
4 . Anion má tvar čtyřstěnu a podobnou velikost i vnější elektronovou strukturu jako síranový anion. Mnoho síranů má tak svůj tetrafluorberylnatanový analog; příklady jsou langbeinity a Tuttonovy soli.

## Vlastnosti a struktura
Délka vazby Be-F bývá od 145 do 153 pm. Vazba je sp3 hybridizovaná, přičemž je delší než sp vazba u plynného BeF2. V trifluorberylnatanech se ve skutečnosti vyskytují čtyřstěnné molekuly BeF4 uspořádané do trojúhelníků, takže tři atomy fluoru jsou společné dvěma čtyřstěnným centrům, což vede ke vzorci Be3F9.
V tetraberylnatanech se mohou čtyřstěnná centra různě otáčet; při pokojové teplotě k otáčení nedochází, při nárůstu teploty se začínají objevovat rotace kolem tříčlenné osy (procházející přes atom berylia a jeden atom fluoru), potenciálová bariéra má přitom hodnotu 52 kJ/mol. Při vyšších teplotách se pohyb stává izotropickým (nezávislým na otáčení kolem osy), s potenciálovou bariérou 61 kJ/mol.
Podobnou strukturu mají ve stejných pozicích také hořčík a zinek, například u tetrafluorhořečnatanů (MgF 2-
4 ) a tetrafluorzinečnatanů (ZnF 2-
4 ), tyto ionty však nejsou stabilní.
Biologické účinky tetrafluorberylnatanů spočívají v inhibici F-ATPáz, enzymů syntetizujících adenosintrifosfát (ATP) v mitochondriích a bakteriích. Reagují s adenosindifosfátem (ADP), protože mají podobnou strukturu jako fosforečnanový anion, čímž blokují F1 podjednotky enzymu a znemožňují jeho další fungování.

## Příklady solí
| název                                        | chemický vzorec      | molární hmotnost | číslo CAS  | krystalografická soustava                                                | hustota | teplota tání | rozpustnost ve vodě v g/100 ml |
| -------------------------------------------- | -------------------- | ---------------- | ---------- | ------------------------------------------------------------------------ | ------- | ------------ | ------------------------------ |
| tetrafluorberylnatan lithný                  | Li2BeF4              | 98,89            |            |                                                                          | 2,167   | 472 °C       |                                |
| tetrafluorberylnatan lithný - monohydrát     | Li2BeF4.H2O          | 116,89           |            | tetragonální a=5,74 c=4,88 přes 23                                       | 1,944   |              |                                |
| tetrafluorberylnatan lithný - trihydrát      | Li2BeF4.3H2O         |                  |            | hexagonální a=9,90 c=5,53                                                |         |              |                                |
| tetrafluorberylnatan sodný                   | Na2BeF4              | 130,985333       | 13871-27-7 | ortorombická                                                             | 2,47    | 575 °C       | 1,33 @0° 1,44 @20° 2,73 @90°   |
| tetrafluorberylnatan draselný                | K2BeF4               | 163,20           | 7787-50-0  | ortorombická a = 569,11 pm, b = 727,8 pm, c = 989,6 pm                   | 2,64    |              |                                |
| tetrafluorberylnatan draselný - dihydrát     | K2BeF4.2(H2O)        | 199,233          |            |                                                                          |         |              |                                |
| tetrafluorberylnatan amonný                  | (NH4)2BeF4           | 121,0827         | 14874-86-3 | ortorombická a = 0,591 nm, b = 0,764 nm, c = 1,043 nm                    | 1,71    | d 280 °C     | 32,3 při 25 °C                 |
| tetrafluorberylnatan rubidný                 | Rb2BeF4              | 255,941          |            | ortorombická a = 587 pm, b = 764,9 pm, c = 1018,4 pm                     | 3,72    |              |                                |
| tetrafluorberylnatan cesný                   | Cs2BeF4              | 350,8167         |            | ortorombická a = 803 pm, b = 1081 pm, c = 62,2 pm                        | 4,32    |              |                                |
| tetrafluorberylnatan thalný                  | Tl2BeF4              | 493,7724         |            | ortorombická                                                             | 6,884   |              |                                |
| tetrafluorberylnatan stříbrný                | Ag2BeF4              | 300,7422         |            |                                                                          |         |              |                                |
| tetrafluorberylnatan hořečnatý               | MgBeF4               | 109,3108         |            |                                                                          |         |              |                                |
| tetrafluorberylnatan hořečnatý - hexahydrát  | MgBeF4.6H2O          |                  |            | hexagonální                                                              | 1,849   |              |                                |
| tetrafluorberylnatan vápenatý                | CaBeF4               | 125,08           |            |                                                                          | 2,959   |              |                                |
| tetrafluorberylnatan strontnatý              | SrBeF4               | 172,6            |            | ortorombická a = 0,5291 nm, b = 0,6787 nm, c = 0,8307 nm                 | 3,84    |              |                                |
| tetrafluorberylnatan barnatý                 | BaBeF4               | 222,333          |            |                                                                          | 4,17    |              |                                |
| tetrafluorberylnatan radnatý                 | RaBeF4               | 311,005795       |            |                                                                          |         |              |                                |
| tetrafluoroberylnatan manganatý - hexahydrát | MnBeF4.6H2O          |                  |            | hexagonální                                                              | 1,982   |              |                                |
| tetrafluorberylnatan hexaaquaželeznatý       | FeBeF4.6H2O          |                  |            | Pmn21 a = 771 pm, b = 1354 pm, c = 542 pm                                | 2,038   |              |                                |
| tetrafluorberylnatan heptaaquaželeznatý      | FeBeF4.7H2O          |                  |            |                                                                          | 1,894   |              |                                |
| tetrafluorberylnatan heptaaquanikelnatý      | NiBeF4.7H2O          |                  |            |                                                                          |         |              |                                |
| tetrafluorberylnatan hexaaquanikelnatý       | NiBeF4.6H2O          |                  |            | hexagonální                                                              |         |              |                                |
| tetrafluorberylnatan heptaaquakobaltnatý     | CoBeF4.7H2O          |                  |            |                                                                          | 1,867   |              |                                |
| tetrafluorberylnatan hexaaquakobaltnatý      | CoBeF4.6H2O          |                  |            | hexagonální                                                              | 1,891   |              |                                |
| tetrafluorberylnatan pentaaquaměďnatý        | CuBeF4.5H2O          |                  |            |                                                                          |         |              |                                |
| tetrafluorberylnatan hexaaquazinečnatý       | ZnBeF4.6H2O          |                  |            | hexagonální                                                              | 2,120   |              |                                |
| tetrafluorberylnatan heptaaquazinečnatý      | ZnBeFe4.7H2O         |                  |            |                                                                          |         |              |                                |
| tetrafluorberylnatan kademnatý               | CdBeF4.8/3H2O        |                  |            |                                                                          |         |              |                                |
| tetrafluorberylnatan kademnatý - hexahydrát  | CdBeF4.6H2O          |                  |            | trigonální                                                               | 2,202   |              |                                |
| tetrafluorberylnatan olovnatý                | PbBeF4               | 292,2            |            |                                                                          | 6,135   |              |                                |
| tetrafluorberylnatan hydrazinia              | N2H6BeF4             | 119,0668         |            | a = 0,558 nm, b = 0,7337 nm, c = 0,9928 nm, α = 90°, β = 98,22°, γ = 90° |         |              |                                |
| tetrafluorberylnatan triglycinu              | (NH2CH2COOH)3.H2BeF4 | 312,221          | 2396-72-7  | monoklinická                                                             |         |              |                                |